# Notre agent à La Havane (roman)
Cet article concerne le roman. Pour le film, voir Notre agent à La Havane.
Notre agent à La Havane (Our Man in Havana) est un roman de Graham Greene paru en 1958.
Publié en 1958 chez Heinemann, éditeur habituel de Graham Greene, sous le titre original Our Man in Havana, ce Roman d'espionnage parodique est traduit en français par Marcelle Sibon pour Robert Laffont en 1959.
Il donné lieu ensuite à de nombreuses adaptations : 
- au cinéma en 1959, sous le même titre, dirigé par Carol Reed, avec Alec Guinness ;
- à l’opéra en 1963 par Malcolm Williamson, sur un livret de Sidney Gilliat ;
- au théâtre au Royaume-Uni en 2007 par Clive Francis.

## Contexte
L’ouvrage est directement inspiré de l’expérience de l’auteur dans les services secrets britanniques pendant la Seconde Guerre mondiale (expérience qui a également été la source d’un autre grand roman, Le Fond du problème). Ayant rejoint le MI6 en 1941, Greene avait eu vent d’une anecdote tirée de faits réels qui s’étaient déroulés au Portugal : un agent au service de l’Allemagne, dont le code était « Garbo », avait adressé aux services du Reich de faux rapports exagérant les initiatives des Alliés dans la péninsule ibérique, uniquement pour grossir ses primes.
Désireux de tirer un scénario de film de cette histoire, Graham Greene écrivit en 1946 une ébauche, située en Estonie en 1938. Le film ne se faisant pas, il eut l’idée d’écrire un vrai roman, et de transposer l’action à Cuba, où il s’était rendu à de nombreuses reprises, et où la montée de la Guerre froide offrait des perspectives intéressantes pour une telle œuvre.

## Intrigue
L’action se déroule à Cuba, principalement à La Havane, à la fin du régime de Fulgencio Batista. James Wormold, la quarantaine, est un ressortissant britannique établi de longue date dans l’île, où il tient un commerce d’aspirateurs. Sa femme l’a quitté et il peine à élever sa fille Milly, une adolescente de dix-sept ans aux goûts de luxe bien que catholique très croyante.
Alors que ses difficultés financières se font criantes, il est approché un jour dans son magasin par un dénommé Hawthorne, qui est un agent du MI6, le service d’espionnage britannique. Celui-ci lui propose de devenir honorable correspondant, et de recruter parmi les Cubains qu’il connaît des agents susceptibles de constituer un réseau au service de la Grande-Bretagne, alors que gronde la révolution castriste et que les menaces sur le régime se renforcent de jour en jour. Un peu effaré au début Wormold, qui voit dans cette offre l’occasion d’apporter à sa fille le confort dont elle rêve, accepte.
Communiquant avec son officier traitant au moyen d’un code puisé dans Shakespeare, Wormold invente de faux agents (mais qui sont pour la plupart des vraies personnalités locales), dont il empoche les salaires, et crée de toutes pièces des rapports, simulés, allant jusqu’à faire parvenir au MI6 des schémas d’une arme nouvelle, prétendument déployée dans les montagnes, qui sont en fait la reproduction des éléments du nouvel aspirateur de sa firme, le bien nommé « Atomic ». Quoique méfiant, Londres tombe dans le panneau, et décide de renforcer l’équipe en lui déléguant un radio et une assistante, la ravissante Béatrice, avec laquelle il noue une relation se muant peu à peu en amour.
Wormold, de plus en plus englué dans ses mensonges, éprouve un scrupule et révèle la vérité à un vieil ami, le docteur Hasselbacher, un Allemand âgé qui vit dans le souvenir de sa jeunesse sous Guillaume II. Il tente de tenir à l’écart un inquiétant officier de la police épris de sa fille, le redoutable et cruel capitaine Segura, mais celui-ci se montre de plus en plus pressant et semble flairer l’imposture.
La comédie bascule dans le drame quand se présente à La Havane un soi-disant concurrent de Wormold dans le commerce des aspirateurs, un nommé Carter. Bien que n’occupant qu’un rang effacé dans la communauté des expatriés, Wormold est curieusement appelé à prononcer un discours devant l’association des négociants. D'abord réticent à y aller, il apprend par Hawthorne que les ennemis veulent profiter du banquet pour l'empoisonner. Hawthorne insiste pour qu'il y aille, malgré le danger, afin de protéger l'informateur qui les a avertis de cette tentative d'assassinat, et Wormold se laisse convaincre car il se rappelle la mise en garde du docteur Hasselbacher qui lui disait que les ennemis, s'ils n'arrivaient pas à éliminer Wormold, s'en prendraient à ceux qui lui sont chers.
Dans le hall de l'hôtel où a lieu la réception, Wormold est attendu par le docteur Hasselbacher qui lui révèle, lui aussi, le projet d'assassinat. Wormold se rend néanmoins au banquet, où il retrouve Carter, qui lui propose un whisky. Il s’arrange pour éviter de le boire, et sème la confusion dans le service des plats, craignant une tentative d’empoisonnement. Cette crainte était fondée car le chien du maître d’hôtel (un Allemand) meurt après avoir absorbé le whisky servi par Carter à Wormold. Pour venger son échec, Carter tue le docteur.
Effrayé et désireux de venger son ami, Wormold imagine un piège lui permettant à la fois de neutraliser Carter, dont il soupçonne le double jeu au profit des Soviétiques, et de liquider en beauté son réseau fictif. Pour cela, il invite le capitaine Segura, qui est son partenaire habituel au jeu de dames, pour livrer une partie dans laquelle les pièces ont été remplacées par des bouteilles d’échantillons de whiskies et de Bourbons, le jeu consistant à boire les « pions » capturés. Une fois Segura ivre, Wormold lui subtilise son revolver et photographie la liste des agents secrets de l’étranger opérant à Cuba, que le policier avait l’intention de remettre à ses supérieurs le lendemain. Ce document permettrait d’adresser au MI6 une dernière vraie information, puis de fermer le poste. Armé du revolver, Wormold abat Carter, puis il camoufle le microfilm de la liste au dos d’un timbre qu’il va faire parvenir à son neveu pour sa collection.
Rentré chez lui, il avoue tout à Béatrice, et doit faire face à la colère du capitaine Segura, qui lui notifie un ordre d’expulsion. Il vend ses affaires et rentre en Angleterre.
Tournant le dos à la morale, la fin du roman se déroule à Londres, où Béatrice est affectée à Djakarta, et où une commission de discipline doit examiner le cas de Wormold. Un coup de théâtre se  produit alors : pour éviter un scandale, et camoufler le fiasco cubain à la presse (le cliché de la liste est voilé), Wormold est non seulement blanchi par la commission, mais il est recruté par le service pour enseigner aux futurs agents la technique de mise en place d’un réseau, et se voit de plus accorder une décoration ! Béatrice le rejoint à son hôtel et ils décident de se marier, tandis que Milly affiche son contentement de passer une année en Suisse dans une institution chic financée avec l’argent des détournements de son père.

## Accueil
Bien que l’auteur n’ait prétendu qu’à une œuvre de divertissement, des esprits chagrins ont déploré la caricature des services secrets britanniques qui sert de trame au roman.
Il en fut de même du nouveau gouvernement installé à Cuba après la révolution, malgré la sympathie affichée par Graham Greene, homme de gauche, pour le nouveau pouvoir : sollicitées d’autoriser le tournage de l’adaptation cinématographique à Cuba, les nouvelles autorités se firent un peu prier, et Fidel Castro déplora que la peinture du régime de Batista fût trop édulcorée.
Graham Greene revint sur ces critiques dans son autobiographie, Ways of Escape (publié en Français sous le titre Les Chemins de l'évasion), en disant que le vrai sujet de l’ouvrage n’était pas la justice et la révolution, mais l’absurdité du travail des agents secrets.
Le plus remarquable est la prescience de l’auteur derrière la parodie : le roman annonce la crise des missiles de 1962, en illustrant la panique qui s’empare des différents services devant les prétendues installations découvertes dans les montagnes par le réseau fictif de Wormold.